# موزيس أتيدي جونا
موزيس أتيدي جونا (بالإنجليزية: Moses Atede Jona)‏ المعروف باسم موزيس (ولد في 17 ديسمبر 1997 في نيجيريا) لاعب كرة قدم نيجيري يجيد اللعب في مركز الوسط المدافع وبدرجة أقل الوسط المحوري. يلعب حاليا لصالح المحرق الذي ينافس في الدوري البحريني الممتاز منذ 2021، أحرز مع نادي المحرق لقب كأس الاتحاد الأسيوي 2021. 

## المسيرة الرياضية

### الأندية
في 1 يوليو 2018 انضم موزيس إلى الحد البحريني في صفقة انتقال حر. في موسمه الأول 2018-2019 وفي بطولة دوري الدرجة الممتازة ساهم في احتلال فريقه المركز الرابع برصيد 28 نقطة من 18 مباراة بفارق 12 نقطة عن البطل الرفاع. وفي بطولة كأس ملك البحرين ساهم في وصول فريقه إلى المباراة النهائية عندما خسر من الرفاع 1-2. وفي بطولة كأس الاتحاد البحريني فشل في تأهيل فريقه إلى الدور النصف النهائي عندما احتل المركز الثاني في المجموعة الثانية برصيد 9 نقاط من أربع مباريات بفارق نقطة واحدة عن المتصدر النجمة. وفي بطولة كأس النخبة البحريني ساهم في وصول فريقه إلى المباراة النهائية عندما خسر من المحرق برباعية نظيفة.
في موسمه الثاني 2019-2020 وفي بطولة دوري الدرجة الممتازة ساهم في تتويج فريقه بالبطولة بعدما تصدر الترتيب برصيد 41 نقطة من 18 مباراة بفارق نقطة واحدة عن الوصيف المحرق ليحقق موزيس أولى بطولاته الشخصية. وفي بطولة كأس ملك البحرين ساهم في وصول فريقه إلى المباراة النهائية عندما خسر من المحرق 0-1. وفي بطولة كأس الاتحاد البحريني ساهم في وصول فريقه إلى الدور النصف النهائي عندما خسر من المحرق 1-3.
في موسمه الثالث والأخير 2020-2021 وفي بطولة دوري الدرجة الممتازة ساهم في احتلال فريقه المركز الخامس برصيد 27 نقطة من 18 مباراة بفارق 18 نقطة عن البطل الرفاع. وفي بطولة كأس ملك البحرين ساهم في وصول فريقه إلى الدور النصف النهائي عندما خسر من الأهلي بركلات الترجيح. وفي بطولة كأس الاتحاد البحريني فشل فريقه في التأهل إلى الدور النصف النهائي عندما احتل المركز الرابع في المجموعة الأولى برصيد أربع نقاط من أربع مباريات بفارق ست نقاط عن المتصدر الرفاع الشرقي. وفي بطولة كأس الاتحاد الآسيوي فشل فريقه في التأهل إلى الدور النصف النهائي لمنطقة غرب آسيا بعدما احتل المركز الثالث الأخير في المجموعة الأولى برصيد نقطة واحدة من مباراتين.
في 1 يوليو 2021 انتقل موزيس من الحد إلى المحرق البحريني في صفقة انتقال حر. في موسمه الأول 2021-2022 وفي بطولة دوري الدرجة الممتازة ساهم في احتلال فريقه المركز الرابع برصيد 27 نقطة من 18 مباراة بفارق 15 نقطة عن البطل الرفاع. وفي بطولة كأس ملك البحرين ساهم في وصول فريقه إلى الدور الربع النهائي عندما خسر من الرفاع بركلات الترجيح. وفي بطولة كأس الاتحاد البحريني ساهم في تتويج فريقه بالبطولة بعدما تغلب في المباراة النهائية على الحد بركلات الترجيح ليحقق موزيس ثاني بطولاته الشخصية. وفي بطولة كأس الاتحاد الآسيوي ساهم في تتويج فريقه بالبطولة بعدما تغلب في المباراة النهائية على نسف قرشي الأوزبكستاني بثلاثية نظيفة ليحقق ثالث بطولاته الشخصية.

## الإنجازات

### الأندية

#### الحد
- الدوري البحريني الممتاز (1): 2018-2019

#### المحرق
- كأس الاتحاد البحريني (1): 2021-2022
- كأس الاتحاد الآسيوي (1): 2021

## روابط خارجية
- موزيس أتيدي جونا على موقع قاعدة بيانات كرة القدم.إي يو (الإنجليزية)
- موزيس أتيدي جونا على موقع ناشيونال فوتبول تيمز (الإنجليزية)
- موزيس أتيدي جونا على موقع Soccerway.com (الإنجليزية)